# 項斯
項斯（？—？），字子遷，台州仙居縣（今安洲街道項斯坑村）人，唐代詩人。

## 生平
會昌四年（844年）第二人進士。鄭薰推薦他擔任潤州丹徒縣尉，卒于任所，約卒年大中元年以前。項斯為水部員外郎張籍所賞識，故其詩風格與水部相似，清妙奇絕。鄭薰贈詩云：“項斯逢水部，誰道不關情。”
項斯早年築草廬於朝陽峰（今浙江杭州徑山）上，会昌三年（843年）前去谒见國子祭酒楊敬之，希望獲得賞識，敬之贈詩云：“幾度見君詩總好，及觀標格過於詩。平生不解藏人善，到處逢人說項斯。”其名以此益彰。項斯诗作中有较大部分反映了安史之亂後，百姓在戰禍中流離失所。如“路去干戈日，乡遥饥馑年”(《送友人游河东》)；“别歌缘剑起，客泪是愁添”(《龙州与韩将军夜会》)。也寫有《寄石橋僧》、《送歐陽袞歸閩中》等唱酬詩。《全唐诗》收项斯诗一卷，共98首。